# Hermann von Rantzau

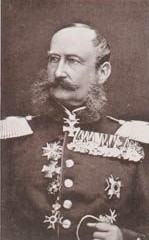
Hermann von Rantzau

Hermann Karl Dietrich von Rantzau bzw. Hermann Karl Friedrich von Rantzau (* 13. November 1815 in Testorf bei Zarrentin; † 13. April 1891 in Görlitz) war ein preußischer Generalleutnant.

## Leben

### Herkunft
Hermann von Rantzau stammte aus dem mecklenburgischen Zweig des schleswig-holsteinischen Uradelsgeschlechts (Equites Originarii) Rantzau. Er war ein Sohn des mecklenburg-schwerinschen Oberforstmeisters Adolf Johann Karl von Rantzau (1786–1861) und dessen erste Ehefrau Bernhardine, geborene von Dorne (1787–1836) aus dem Haus Pannekow (Altkalen). Marianne von Rantzau (1811–1855), die erste Oberin des Diakonissen- und Krankenhauses Bethanien (Berlin) war seine älteste Schwester.

### Militärkarriere
Rantzau besuchte ab 1. Oktober 1829 das Kadettenhaus in Berlin und wurde anschließend am 5. August 1833 als Sekondeleutnant dem 5. Ulanen-Regiment der Preußischen Armee überwiesen. 1846/48 war er als Eskadronführer zum Kavalleriestamm des I. Bataillons im 17. Landwehr-Regiment kommandiert und in dieser Stellung am 13. April 1847 zum Premierleutnant befördert worden. 1848/49 nahm er als Adjutant bei der 14. Division am Feldzug in Baden und den Gefechten von Ludwigshafen, Waghäusel, Bruchsal und Durlach teil. Im Juni 1852 avancierte Rantzau zum Rittmeister und kehrte ein Jahr später zu seinem Stammregiment zurück. Dort war er vom 18. April 1854 bis zum 25. Juni 1856 als Eskadronchef tätig und anschließend unter Versetzung in das 4. Ulanen-Regiment zum Adjutanten des Generalkommandos des IV. Armee-Korps in Magdeburg kommandiert. Am 15. Juni 1858 wurde Rantzau der Charakter als Major verliehen und am 18. Januar 1859 erhielt er das Patent zu diesem Dienstgrad. Kurze Zeit darauf folgte am 12. März 1859 seine Versetzung als etatsmäßiger Stabsoffizier in das 3. Ulanen-Regiment (Kaiser von Rußland) nach Fürstenwalde. Für die Dauer des mobilen Verhältnisses anlässlich des Sardinischen Krieges war Rantzau im Juni/Juli 1859 Kommandeur des mobilen 3. Landwehr-Ulanen-Regiments.
Am 2. Juli 1862 übernahm er das Kommando über das 1. Westfälische Husaren-Regiments Nr. 8. In dieser Eigenschaft am 17. März 1863 zum Oberstleutnant befördert, führte er sein Regiment 1864 im Krieg gegen Dänemark in den Kämpfen bei Missunde, dem Vormarsch durch Schleswig sowie der Besetzung von Jütland. Im Mainfeldzug anlässlich des Deutschen Krieges führte er seinen Verband 1866 in den Kämpfen bei Dermbach, Kissingen, Laufach, Aschaffenburg, Waldüren, Tauberbischofsheim und Gerchsheim sowie bei der Beschießung von Würzburg. Zwischenzeitlich am 8. Juni 1866 zum Oberst befördert, wurde Rantzau nach dem Friedensschluss am 20. September 1866 für seine Leistungen mit dem Kronenorden III. Klasse mit Schwertern ausgezeichnet.
Rantzau wurde am 18. April 1868 kurzzeitig mit der Führung der 13. Kavallerie-Brigade in Münster beauftragt. Unter Stellung à la suite des 1. Westfälischen Husaren-Regiments Nr. 8 folgte am 28. Juli 1868 seine Ernennung zum Kommandeur der 16. Kavallerie-Brigade in Trier. Mit Beginn des Krieges gegen Frankreich wurde Rantzau zunächst dem Stab der 3. Kavallerie-Division zugeteilt und am 26. Juli 1870 zum Generalmajor befördert. Als solcher war er ab 18. August 1870 Kommandeur der 25. Kavallerie-Brigade (Großherzoglich Hessische). Diesen Großverband führte Rantzau im Verbund der Großherzoglich Hessischen (25.) Division in den Schlachten bei Noisseville, Beaune-la-Rolande und Orléans sowie der Belagerung von Metz. Ausgezeichnet mit dem Eisernen Kreuz II. Klasse wurde er nach dem Frieden von Frankfurt am 23. Mai 1871 zum Kommandeur der 8. Kavallerie-Brigade in Halle (Saale) ernannt. Der hessische Großherzog würdigte seine Leistungen während des Krieges gegen Frankreich am 14. Dezember 1871 durch die Verleihung des Kommandeurkreuzes I. Klasse des Ludwigsordens.
Aufgrund seiner Kurzsichtigkeit reichte Rantzau seinen Abschied ein, der ihm am 15. August 1872 mit Pension unter Verleihung des Roten Adlerordens II. Klasse mit Eichenlaub und Schwertern am Ringe gewährt wurde. Mit seiner Pension wurde er am 28. November 1872 zur Disposition gestellt. Außerdem erhielt Rantzau am 26. November 1887 noch den Charakter als Generalleutnant. Er war seit 1878 Rechtsritter des Johanniterordens.

### Familie
1844 hatte er in Trebbow Ida Auguste Charlotte von Barner (1823–1851) geheiratet. Sie war eine Tochter des preußischen Generalleutnants Ulrich von Barner (1786–1846). In zweiter Ehe heiratete er 1862 in Berlin Marie Ida Sophie Schulze. Aus den Ehen gingen folgende Kinder hervor:
- Herrmann Friedrich Wilhelm Karl August (1849–1927), preußischer Generalmajor
- Margarete Josephine Johanna Marie (* 1865)
- Cajus Herrmann Ludwig Karl (* 1869), Oberregierungsrat
- Werner Ulrich Alfons Oskar Julius (1879–1915), zuletzt Leutnant im Reserve-Jäger-Bataillon Nr. 15, gefallen bei Langemarck